# Heinrich Brandl
Heinrich Brandl (* 22. Juli 1885 in Simpering; † 13. Dezember 1951 in Kötzting) war ein deutscher Politiker (BVP).

## Leben und Wirken
Nach dem Besuch der Volksschule in Hohenwarth und der Dr.-Heim-Schule in Regensburg arbeitete Brandl bis 1906 als Landwirt auf dem Anwesen seines Vaters. Anschließend kaufte er ein Sägewerk in Hohenwarth, das er 1911 zur elektrischen Zentrale der drei umliegenden Gemeinden und zu einer Holzwarenfabrik ausbaute. 1906 wurde er Mitglied des landwirtschaftlichen Vereins der Stadt, später Vorstandsmitglied desselben. Ebenfalls seit 1906 war Brandl Mitglied des christlichen Bauernvereins in Bayern, in dem er 1911 den Rang eines Obmanns erreichte. 1924 wurde er Kreisvorstandsschaftsmitglied, bevor er 1932 in Anerkennung seiner Verdienste zum Ehrenmitglied ernannt wurde.
Von 1908 bis 1911 gehörte Brandl dem Gemeinderat in Hohenwarth an. 1912 kam er in den Vorstand der örtlichen Freiwilligen Feuerwehr, 1920 übernahm er das landwirtschaftliche Anwesen seiner Eltern in Simpering mit dem dazugehörigen Wald. Aufgrund der beispielhaften Führung des Anwesens verlieh der Bayerische Landwirtschaftsrat ihm 1925 die große silberne Denkmünze.
Von 1925 bis 1930 war Brandl Bürgermeister der Gemeinde Ansdorf. Außerdem war er Mitglied der Bezirks- und Kreisbauernkammer, Vorsitzender der Tierzuchtgemeinde Simpering und Mitglied des II. Grundbewertungsausschusses in Landshut. Ferner war er im Vorstand der Kirchenverwaltung von Hohenwarth tätig.
Von Juli bis November 1932 saß Brandl als Abgeordneter für den Wahlkreis 25 (Niederbayern) im Reichstag. Zum 1. Mai 1935 trat er der NSDAP bei (Mitgliedsnummer 3.633.658).